# Superliga 2013/14 (Spanien)
Die Saison 2013/14 war die 40. Spielzeit der Superliga, der höchsten spanischen Eishockeyspielklasse. Meister wurde der CH Gasteiz, der damit seinen Titel aus dem Vorjahr verteidigen konnte.

## Hauptrunde

### Modus
In der Hauptrunde absolvierte jede der sechs Mannschaften insgesamt 20 Spiele. Die vier bestplatzierten Mannschaften qualifizierten sich für die Playoffs, in denen der Meister ausgespielt wurde. Ein Sieg in der regulären Spielzeit brachte einer Mannschaft 3 Punkte. Ein Sieg und eine Niederlage nach Verlängerung wurde mit 2 bzw. 1 Punkt vergütet. Für eine Niederlage in regulärer Spielzeit gab es keine Punkte.

### Tabelle
|    | Klub           | Sp | S  | OTS | OTN | N  | Tore   | Punkte |
| -- | -------------- | -- | -- | --- | --- | -- | ------ | ------ |
| 1. | CH Gasteiz     | 20 | 18 | 0   | 0   | 2  | 134:49 | 54     |
| 2. | CG Puigcerdà   | 20 | 12 | 2   | 2   | 4  | 110:71 | 42     |
| 3. | CH Txuri Urdin | 20 | 9  | 0   | 3   | 8  | 99:78  | 30     |
| 4. | CH Jaca        | 20 | 7  | 1   | 1   | 11 | 73:103 | 24     |
| 5. | FC Barcelona   | 20 | 5  | 3   | 0   | 12 | 71:101 | 21     |
| 6. | Majadahonda HC | 20 | 3  | 0   | 0   | 17 | 71:156 | 9      |

Sp = Spiele, S = Siege, U = unentschieden, N = Niederlagen, OTS = Overtime-Siege, OTN = Overtime-Niederlage, SOS = Penalty-Siege, SON = Penalty-Niederlage
(Anmerkung: Das Spiel Jaca-Puigcerdá wurde am Saisonende nicht mehr ausgetragen, da beide Mannschaften bereits als Playoff-Gegner feststanden.)

## Playoffs

### Halbfinale

#### (4) CH Jaca – (1) CH Gasteiz
| 22. Februar 2014 21:00 Uhr | CH Jaca | 3:5 (0:2, 1:1, 2:2) Spielbericht Stand: 0:1 | CH Gasteiz |  |

| 1. März 2014 20:30 Uhr | CH Gasteiz | 3:4 (2:1, 1:2, 0:1) Spielbericht Stand: 1:1 | CH Jaca |  |

| 2. März 2014 14:00 Uhr | CH Gasteiz | 7:0 (3:0, 3:0, 1:0) Spielbericht Stand: 2:1 | CH Jaca |  |

#### (3) CH Txuri Urdin – (2) CG Puigcerdà
| 22. Februar 2014 22:00 Uhr | CH Txuri Urdin | 5:10 (1:2, 0:5, 4:3) Spielbericht Stand: 0:1 | CG Puigcerdà |  |

| 1. März 2014 21:30 Uhr | CG Puigcerdà | 3:2 OT (0:1, 1:1, 1:0, 1:0) Spielbericht Stand: 2:0 | CH Txuri Urdin |  |

| 2. März 2014 16:00 Uhr | CG Puigcerdà | 3:2 OT (0:1, 1:1, 1:0, 1:0) Spielbericht Stand: 3:0 | CH Txuri Urdin |  |

### Finale

#### (1) CH Gasteiz – (2) CG Puigcerdà
| 8. März 2014 20:30 Uhr | CH Gasteiz | 6:2 (3:0, 2:0, 1:2) Spielbericht Stand: 1:0 | CG Puigcerdà |  |

| 9. März 2014 17:30 Uhr | CH Gasteiz | 5:1 (2:0, 2:1, 1:0) Spielbericht Stand: 2:0 | CG Puigcerdà |  |

| 15. März 2014 21:30 Uhr | CG Puigcerdà | 5:2 (2:0, 0:1, 3:1) Spielbericht Stand: 1:2 | CH Gasteiz |  |

| 16. März 2014 18:00 Uhr | CG Puigcerdà | 2:5 (0:2, 1:0, 1:3) Spielbericht Stand: 1:3 | CH Gasteiz |  |